# Wilcote
Wilcote – wieś w Anglii, w hrabstwie Oxfordshire, w dystrykcie West Oxfordshire, w civil parish North Leigh. Leży 5 km od miasta Witney. W 1931 roku civil parish liczyła 15 mieszkańców. Wilcote jest wspomniana w Domesday Book (1086) jako Widelicote.